# Luigi Taramazzo
Luigi Taramazzo (Ceva, 5 maggio 1932 – Vallecrosia, 15 febbraio 2004) è stato un pilota automobilistico italiano.
Si iscrisse al Gran Premio di Monaco 1958 dove, condividendo una Maserati con Ken Kavanagh, tentò di qualificarsi per la gara, ma nessuno dei due piloti riuscì a prendere parte alla corsa.
Risultati migliori li ottenne nelle gare riservate alle vetture a ruote coperte; si aggiudicò infatti l'edizione del 1958 della Mille Miglia al volante di una Ferrari 250 GT Coupé.

## Risultati in Formula 1
| 1958 | Scuderia     | Vettura       |  |    |  |  |  |  |  |  |  |  |  | Punti | Pos. |
| ---- | ------------ | ------------- |  | -- |  |  |  |  |  |  |  |  |  | ----- | ---- |
| 1958 | Ken Kavanagh | Maserati 250F |  | NQ |  |  |  |  |  |  |  |  |  | 0     |      |

| Legenda | 1º posto     | 2º posto | 3º posto    | A punti         | Senza punti/Non class.  | Grassetto – Pole position Corsivo – Giro più veloce |
| Legenda | Squalificato | Ritirato | Non partito | Non qualificato | Solo prove/Terzo pilota | Grassetto – Pole position Corsivo – Giro più veloce |